# بشير الأول الشهابي
بشير شهاب الأول ( 1696 - 1706)، هو أمير لبناني حكم لبنان في أوائل القرن الثامن عشر. وهو ثاني أمراء الأسرة الشهابية.

## الحكم
تولى الأمير بشير الشهابي الأول سنة 1109هـ/1697م نيابة عن الأمير حيدر الشهابي. وفي سنة 1110هـ/1698م تولى قبلان باشا المطرجي ولاية صيدا التي تضم بيروت، ثم ما لبث أن أستنجد بالأمير بشير بعد أن عصى عليه الشيخ مشرف بن علي الصغير حاكم بلاد بشارة (جبل عامل). فجمع الأمير بشير ثمانية آلاف رجل، وقبض على الشيخ مشرف، وسلّمه إلى الباشا الذي أعطاه مقابل ذلك ولاية صيدا، من صفد إلى جسر المعاملتين. وأصبحت بيروت تابعة له، وقد أناب عنه أرسلان باشا. وعندما تُوفي الأمير بشير سنة 1118هـ/1706م، تولى الإمارة حيدر الشهابي.